# Michael Waddell
Michael Waddell (Ellerbe, 9 gennaio 1981) è un giocatore di football americano statunitense.

## Carriera professionistica
Scelto al draft dai Tennessee Titans, nella stagione 2004 ha giocato 16 partite di cui 4 da titolare facendo 39 tackle di cui 36 da solo, 3 deviazioni difensive, un intercetto, 17 ritorni su kickoff per 342 yard, 9 ritorni su punt per 54 yard con 3 fumble di cui 2 recuperati per 33 yard.
Nella stagione 2005 ha giocato 16 partite di cui una sola da titolare facendo 27 tackle di cui 21 da solo, 0,5 sack e 2 deviazioni difensive.
Nella stagione 2006 non è mai sceso in campo, mentre ha trascorso la stagione 2007 nella squadra di pratica.
Nella stagione 2008 è passato agli Oakland Raiders dove è divenuto il 2º cornerback di destra della squadra. Ha giocato una partita ma non da titolare. Il 9 dicembre è stato "tagliato", quindi è passato nella nuova emergente lega di football americano, la UFL.